# Kepler-7
Kepler-7 è una stella nana gialla visibile nella costellazione della Lira. Il 4 gennaio è stata illustrata all'American Astronomical Society la scoperta di un esopianeta orbitante attorno alla stella, tramite il satellite Kepler.

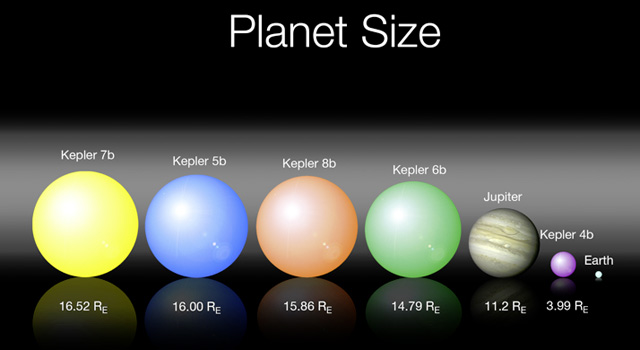
I primi 5 pianeti extrasolari scoperti con la Missione Keplero.

## Caratteristiche fisiche
Kepler-7 è una nana gialla leggermente più calda e massiccia del Sole: la massa è 1,36 volte mentre il raggio è 1,84 volte quello solare. La temperatura è di 5933 K, un po' più alta di quella del Sole, che ha una temperatura di 5778 K. L'età stimata della stella è di circa 3,5 miliardi di anni e la metallicità leggermente più alta ([Fe/H] = 0.11), punto questo che depone a favore della possibile esistenza di pianeti attorno ad una stella, inserita nella missione Keplero, programma di ricerca di pianeti extrasolari adatti ad ospitare la vita tramite il metodo del transito.

## Pianeta
Kepler-7b è un pianeta gioviano caldo la cui peculiarità è la sua bassa densità, che equivale ad appena il 17% di quella dell'acqua; la sua massa è 0,433 volte quella di Giove ma è di maggiori dimensioni di quella di Giove, il raggio è infatti 1,48 volte superiore. A differenza di Giove la sua distanza dalla stella madre è notevolmente inferiore, il suo semiasse maggiore è appena di 0.06224 UA, una distanza parecchio inferiore anche a quella di Mercurio, che dal Sole dista 0,387 UA, ed impiega meno di 5 giorni ad effettuare una rivoluzione attorno alla stella madre.
| Pianeta | Tipo            | Massa    | Raggio   | Periodo orb.  | Sem. maggiore | Eccentricità |
| ------- | --------------- | -------- | -------- | ------------- | ------------- | ------------ |
| b       | Gigante gassoso | 0.433 MJ | 1,478 R⊕ | 4.8855 giorni | 0.06224 UA    | 0            |